# Вилья-Тереса (футбольный клуб)
«Ви́лья-Тере́са» (исп. Club Atlético Villa Teresa) — уругвайский футбольный и спортивный клуб из Монтевидео. В сезоне 2022 выступает в Первом любительском дивизионе Уругвая.

## История
Клуб был основан 1 июня 1941 года в округе Монтевидео Нуэво-Парис (Новый Париж). Основателями клуба стали дон Мануэль Де Леон вместе со своими сыновьями, а основу команды составили бывшие игроки исчезнувшего клуба «Сакачиспас» (Club Sacachispas). Цвета были выбраны такие же, как у «Сакачиспас», то есть красно-белые, однако основатели решили, что играть будет команда в полосатых футболках. Название «Вилья-Тереса» было дано в честь близлежащей виллы, имевшей такое название.
Трижды футбольная команда «Вилья-Тереса» выигрывала третий по уровню дивизион чемпионата Уругвая. Последний раз это случилось в сезоне 2010/11. Команда возвратилась во Второй дивизион. В сезоне 2011/12 «Вилья-Тереса» заняла последнее (13-е) место в чемпионате, но осталась среди участников Второго профессионального дивизиона, так как было принято решение расширить Лигу до 14 команд за счёт простого присоединения чемпиона Второго любительского дивизиона в следующем сезоне. В следующем году команда вновь заняла 13-е место, на сей раз опередив «Уракан». По результатам стыкового матча с этой командой «Вилья-Тереса» сохранила право выступать во Втором дивизионе, а их соперник отправился в Сегунду B.
В сезоне 2014/15 «Вилья-Тереса» заняла третье место в регулярном чемпионате Второго дивизиона и попала в лигилью за третью путёвку в элиту. «Вилья» в полуфинале в дополнительное время обыграла «Сентраль Эспаньол» (1:1; 3:1), а в финальном противостоянии была сильнее команды «Бостон Ривер» (1:1; 2:2, пен. 4:3), впервые в истории завоевав путёвку в Примеру. В элите команда продержалась лишь один сезон.
«Вилья-Тереса» до 2015 года выступала на стадионе «Салус», который принадлежит одноимённому клубу. После выхода в Примеру стала арендовать стадион «Белья Висты» Хосе Насасси.
В «Вилья-Тересе» помимо футбола активно культивируется велосипедный спорт. Этот клуб широко известен своими представителями, не раз побеждавшими на уругвайском этапе UCI America Tour.

## Достижения
- Чемпион Первого любительского дивизиона (3): 1984 (Первый дивизион «C»), 1999 (Столичная любительская лига), 2010/11 (Второй любительский дивизион)
- Чемпион Примеры D (1): 1964[2]